# Wowee Zowee
Albums de Pavement
Crooked Rain, Crooked Rain
(1994) Brighten the Corners
(1997)
Wowee Zowee est le troisième album studio du groupe de rock indépendant et lo-fi américain Pavement. Il est sorti le 11 avril 1995.

## L'album
Il est enregistré à Memphis (Tennessee), et contient 18 pistes s'inspirant légèrement de country, de ballades, ou encore de jazz.
Le disque est réédité durant l'année 2006 sous forme du double album, Wowee Zowee, Sordid Sentinels Edition, l'original s'accompagnant de bonus.

## Liste des morceaux
1. We Dance – 3:01
2. Rattled by the Rush – 4:16
3. Black Out – 2:10
4. Brinx Job – 1:31
5. Grounded – 4:14
6. Serpentine Pad – 1:16
7. Motion Suggests – 3:15
8. Father to a Sister of Thought – 3:30
9. Extradition – 2:12
10. Best Friend's Arm – 2:19
11. Grave Architecture – 4:16
12. AT & T – 3:32
13. Flux = Rad – 1:45
14. Fight This Generation – 4:22
15. Kennel District – 2:59 (Spiral Stairs)
16. Pueblo – 3:25
17. Half a Canyon – 6:10
18. Western Homes – 1:49 (Spiral Stairs)